# Plymouth Cambridge
Plymouth Cambridge – model samochodu osobowego klasy pełnowymiarowej (full-size car), niższego segmentu cenowego, produkowany pod amerykańską marką Plymouth koncernu Chryslera od 1950 do 1953 roku, w ramach dwóch generacji, obejmujących lata modelowe 1951–1953.
Dostępny jako 2-drzwiowe coupé, 4-drzwiowy sedan, a w ostatnim roku także jako kombi. Do napędu używano benzynowego silnika R6 o pojemności 3,6 litra, a napęd przenoszony był na oś tylną.

## Pierwsza generacja

### Model 1951
Nowa linia samochodów Plymouth na 1951 rok została zaprezentowana w grudniu 1950 roku, po raz pierwszy otrzymując nazwy własne zamiast określeń opisowych – wszystkie na literę C (Concord, Cambridge i Cranbrook). Wszystkie trzy modele opierały się na tej samej konstrukcji, lecz różniły się wykończeniem i częściowo wersjami nadwoziowymi. Cambridge (kod fabryczny P-23S) był modelem pośrednim cenowo, następcą odmian modelu DeLuxe o dłuższym rozstawie osi (P-20). Obejmował tylko dwie wersje nadwozia: dwudrzwiowe coupé (Club Coupe) oraz dwudrzwiowy sedan. Obie odmiany były sześciomiejscowe, a rozstaw osi wynosił 118,5 cala (3 metry). Takie same, lecz lepiej wykończone odmiany nadwoziowe miał najbogatszy model Cranbrook. Plymouth był przy tym popularną marką koncernu Chryslera, produkującą najtańsze pełnowymiarowe samochody, konkurujące bezpośrednio z Fordem i Chevroletem.
Konstrukcja samochodu nie była całkiem nowa, lecz stanowiła przestylizowany, od początku mało nowoczesny wizualnie model z 1949 roku. Zmiany nie były duże i głównie dotyczyły przedniej części, w której obniżono i spłaszczono z przodu wystającą maskę, ze złagodzonymi przejściami z błotnikami, unowocześniając wygląd. W minimalnym stopniu powiększono dzieloną szybę przednią. Zastosowano nową niższą i szerszą atrapę chłodnicy, którą tworzyły trzy poziome belki ze stali nierdzewnej. Górna, wygięta, stanowiła obramowanie atrapy od góry i z boków, a po bokach były na niej umieszczone prostokątne światła postojowe. Dwie niższe belki były połączone trzema pionowymi żebrami, a przedłużenie zewnętrznych żeber stanowiły kły masywnego zderzaka. Nad atrapą na nosie maski była metalowa ozdobna listwa z napisem PLYMOUTH wgłębionymi literami, powyżej emblemat w formie tarczy z żaglowcem „Mayflower” (związanym z miastem Plymouth), a na górze maski ozdoba w formie stylizowanego żaglowca rozcinającego fale. Boczne ozdoby, wspólne dla całej gamy Plymoutha, stanowiły poziome listwy nad kołami na błotnikach przednich (z nazwą modelu ponad nimi) i na błotnikach tylnych. Całe nadwozie było niższe o około 3 cm. Nowo zaprojektowana i całkowicie zmieniona była deska przyrządów. Od modelu Cranbrook model Cambridge różnił się zewnętrznie głównie czarnymi gumowymi obwódkami wokół szyb zamiast stalowych i brakiem chromowanej osłony z przodu tylnego błotnika.
Silnik pozostał z poprzedniego modelu: 6-cylindrowy rzędowy, dolnozaworowy, benzynowy, o pojemności 217,8 cali sześciennych (3,6 l), osiągający moc 97 KM, połączony z trzybiegową manualną skrzynią biegów. Był to zarazem jedyny silnik wszystkich modeli Plymoutha. Silnik napędzał tylne koła przez most napędowy. Opony miały rozmiar 6,70×15. Zestaw dodatkowego wyposażenia nie był obszerny i obejmował przede wszystkim radio i elektryczny zegar.
Produkcję modelu Cambridge rozpoczęto 12 grudnia 1950 roku. Wyprodukowano 156 410 samochodów 1951 rocznika, co stanowiło tylko 26,2% sprzedaży marki. Ceny bazowe wynosiły od 1703 dolarów za coupe do 1739 dolarów za sedan. Należy zaznaczyć, że oprócz użytkowników prywatnych, Plymouthy były popularne wśród użytkowników flotowych, w tym firm taksówkowych, dla których opracowano specjalny pakiet wyposażenia, obejmujący m.in. bardziej wytrzymałe sprzęgło i resory.
Samochody Plymouth Cambridge były również produkowane ze zmienionymi detalami pod marką Dodge jako Dodge Crusader (na rynek kanadyjski) i Dodge Kingsway DeLuxe (na inne rynki eksportowe) oraz na eksport pod marką DeSoto jako DeSoto Diplomat DeLuxe. Zmiany ograniczały się przede wszystkim do zmiany atrapy chłodnicy, ozdób i wykończenia wnętrza na typowe dla tych marek.

### Model 1952

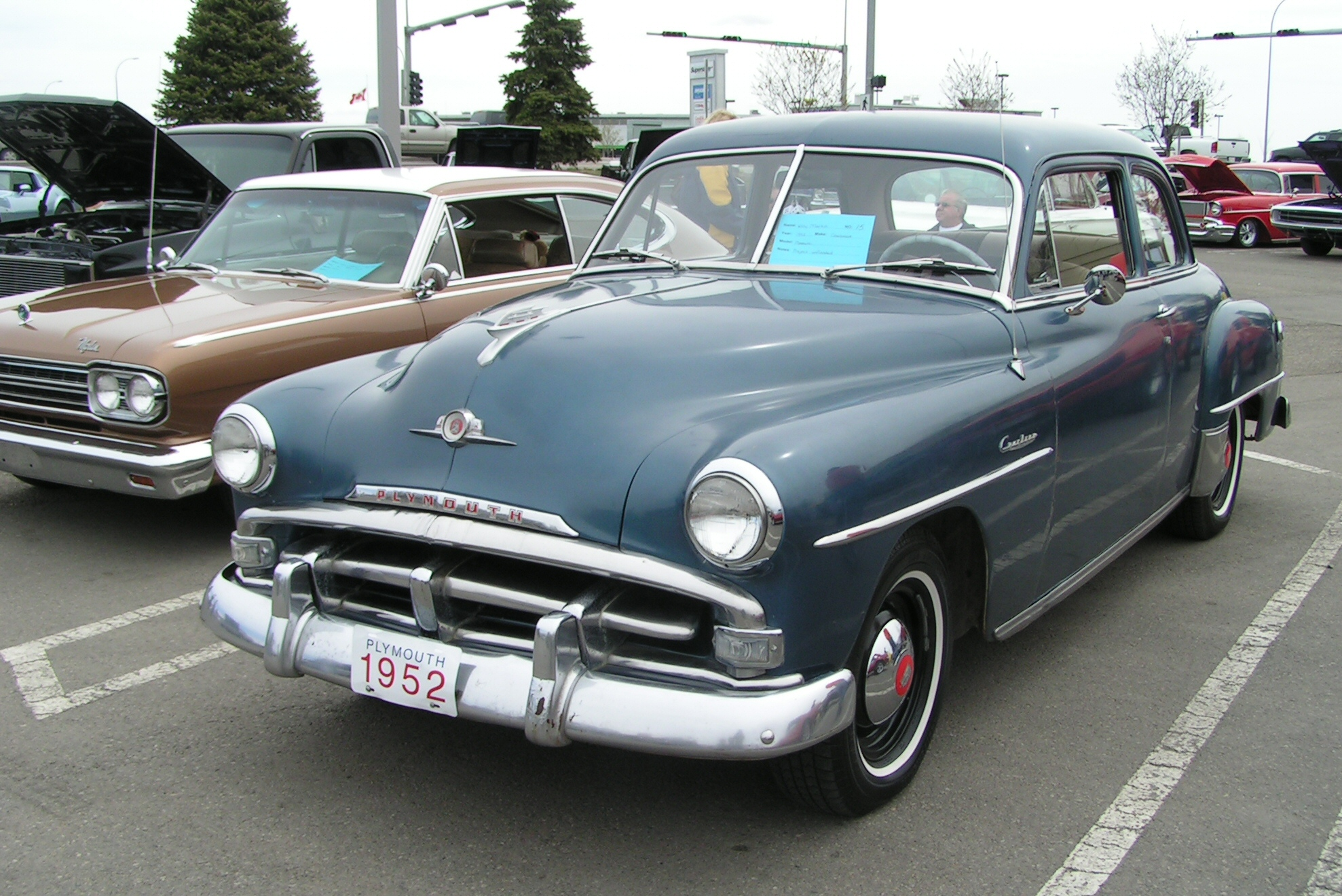
Stylistyka z 1952 roku na przykładzie Plymoutha Cranbrook coupe

Na 1952 rok Plymouth planował wprowadzenie całkiem nowego samochodu, lecz uniemożliwiły to ograniczenia materiałowe związane z wojną koreańską i w konsekwencji nadal produkowano ten sam nieznacznie zmieniony model. Zmiany stylistyczne były minimalne, obejmując głównie zmienione ozdoby na masce i bagażniku. Emblemat na masce z wizerunkiem żaglowca był teraz okrągły, zmieniła się też forma ozdoby na bardziej przypominającą żaglowiec, bez fal. Drobną zmianą z boku były nazwy modeli na błotniku zapisane metalowymi literami pisanymi, a nie bezszeryfowymi kapitalikami. Jako opcja pojawiły się barwione szyby Solex. W zakresie mechanicznym pojawił się opcjonalny nadbieg do skrzyni biegów, zwiększający ekonomikę jazdy na trasie (za 102 dolary).
Wyprodukowano 124 791 samochodów Cambridge tego rocznika. Ceny bazowe wzrosły w niewielkim stopniu, wynosząc 1774 dolary za coupe i 1811 za sedan. Łącznie przez dwa pierwsze lata produkcji powstało 179 417 sedanów i 101 784 coupe.

## Druga generacja

### Model 1953

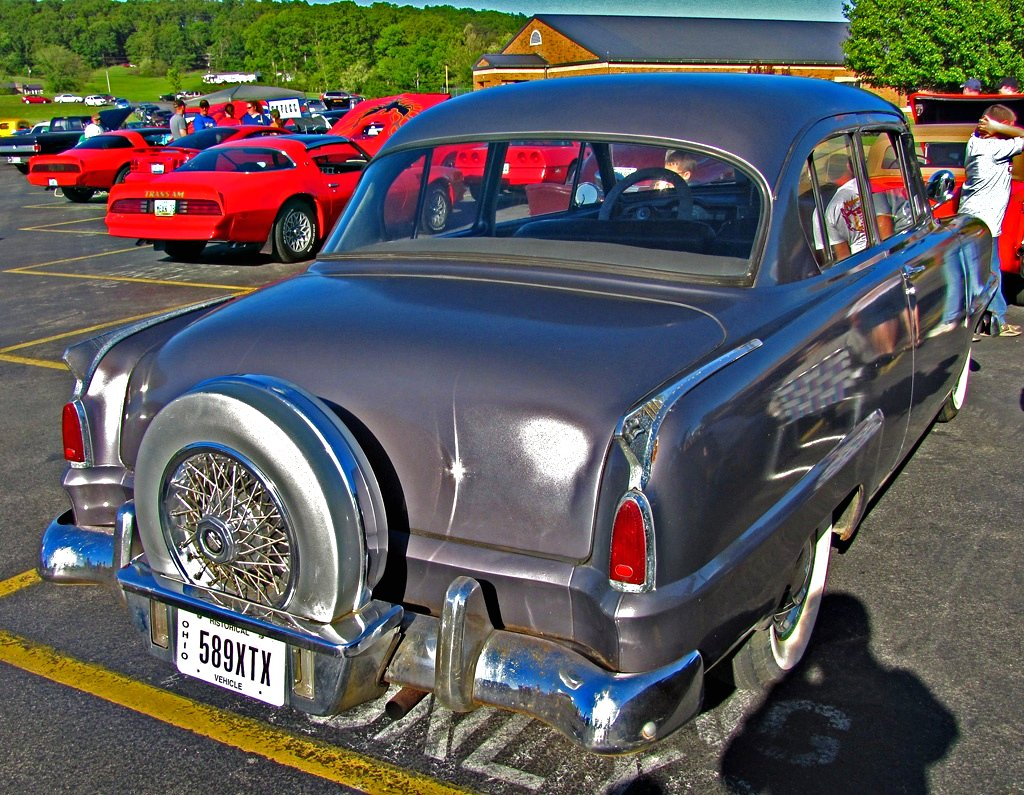
1953 Plymouth Cambridge sedan od tyłu (nieoryginalne koło w stylu Continental)

Na 1953 rok, w którym przypadało 25-lecie istnienia marki Plymouth, firma przygotowała nowe modele samochodów, zaprezentowane 20 listopada 1952 roku. Rozstaw osi skrócono do 2,9 m (114 cali), lecz ilość miejsca wewnątrz wzrosła. Unowocześniono stylistykę – całe nadwozie stało się niższe i wprowadzono pojedynczą giętą szybę przednią zamiast dzielonej oraz giętą szybę tylną. Zasadniczą różnicą była rezygnacja z wystających na boki błotników tylnych, w stylu nadwozia pontonowego, dzięki czemu ściany boczne miały jednolity przebieg. Maska i błotniki przednie zostały poprowadzone nieco niżej oraz zmieniono całkiem atrapę przednią. Głównym elementem atrapy stała się poprzeczna belka lakierowana w kolorze nadwozia, z dziewięcioma chromowanymi paskami na niej, przy tym pomiędzy pięcioma środkowymi paskami belka była pokryta blachą nierdzewną. Na przedłużeniu belki umieszczone były takie same w formie prostokątne światła postojowe / kierunkowskazy, a dalej przechodziła ona w charakterystyczne wybrzuszenia ciągnące się na bokach nadwozia ponad przednimi kołami. Podobna belka ciągnąca się na boki nadwozia znajdowała się z tyłu.
W gamie Plymoutha zrezygnowano z najtańszego modelu Concord, wobec czego do gamy nadwozi modelu Cambridge doszło trzymiejscowe coupé (Business Coupe) i trzydrzwiowe kombi (Station Wagon) Cambridge Suburban, a dotychczasowe sześciomiejscowe Club Coupe zastąpił podobny dwudrzwiowy sedan (Club Sedan). Zwiększono minimalnie stopień sprężania silnika (do 7,1:1), na skutek czego jego moc wzrosła do 100 KM. W dalszym ciągu jako opcja dostępny był nadbieg, a nadto od kwietnia 1953 pojawiła się półautomatyczna skrzynia biegów Hy-Drive za 146 dolarów. Rozmiar opon pozostał taki sam – 6,70×15. Cała gama nosiła kod fabryczny P24, a model Cambridge: P24-1.
Nowe modele Plymoutha odniosły początkowo sukces rynkowy i sprzedaż marki w 1953 roku wzrosła o ponad połowę, do rekordowych 649 tysięcy. Wyprodukowano 201 995 samochodów Cambridge, co stanowiło ok. 31% produkcji marki. Najbardziej popularny był czterodrzwiowy sedan – 93 585 samochodów, a 43 545 nabywców znalazły kombi Suburban. Ceny nieco spadły i czterodrzwiowy sedan kosztował 1765 dolarów, natomiast najtańsze było nowe trzymiejscowe coupe (1618 dolarów), a najdroższe kombi (2064 dolarów).
Na konstrukcji samochodów Plymoutha z 1953 roku oparto tegoroczne modele marki Dodge na rynek amerykański, przy tym Dodge Coronet w odmianach kabriolet, hardtop (Diplomat) i kombi (Sierra), oraz Dodge Meadowbrook kombi (Suburban), miały taki sam rozstaw osi i nadwozia, a pozostałe modele Dodge’a były wydłużone. Samochody Dodge miały całkowicie zmieniony pas przedni i błotniki (bez wybrzuszeń). Plymouth Cambridge serii P24 stanowił również nadal podstawę dla powstania modeli Dodge Crusader na rynek kanadyjski oraz produkowanych w USA i Kanadzie eksportowych Dodge Kingsway Deluxe i DeSoto Diplomat Deluxe. DeSoto odróżniał się jedynie atrapą chłodnicy i ozdobami, a Dodge całym pasem przednim z błotnikami.
Na kolejny 1954 rok modelowy Plymouth zrezygnował z nazwy Cambridge, wprowadzając na jego miejsce najtańszy model Plymouth Plaza i pośredni Plymouth Savoy – przy tym oba początkowo dzieliły tę samą zasadniczą konstrukcję z 1953 roku.

## Produkcja w Australii
Samochody Plymouth serii P24 były montowane od 1953 roku również w Australii pod oryginalnymi nazwami Cambridge i Cranbrook przez Chrysler Australia. Na miejscu produkowano część blach nadwozi. Nazwy modeli Cambridge i Cranbrook były nadal używane w Australii łącznie z nazwami Savoy i Belvedere dla montowanych tam do 1957 roku samochodów kolejnej serii P25 z 1954 roku.

## Dane techniczne (1951)
Napęd:
- Silnik: gaźnikowy, R6, dolnozaworowy, chłodzony cieczą, umieszczony podłużnie z przodu, napędzający koła tylne[7]
- Pojemność skokowa: 3,57 l (217,8 cali sześciennych)[4]
- Średnica cylindra × skok tłoka: 3¼" × 4⅜” (ok. 83 × 111 mm)[7]
- Moc maksymalna: 97 KM przy 3600 obr./min[7]
- Stopień sprężania: 7:1[7]
- Skrzynia przekładniowa mechaniczna 3-biegowa z biegiem wstecznym, II i III bieg zsynchronizowane[7]
- Sprzęgło: jednotarczowe, suche[7]
- Przekładnia główna: hipoidalna, o przełożeniu 3,9:1[7]
- Instalacja elektryczna: 6 V[7]
- Zapłon: elektryczny, kluczykowy[7]

Układ jezdny:
- Podwozie: spawana rama nośna konstrukcji skrzynkowej[7]
- Zawieszenie przednie: niezależne, resorowane sprężynami[7]
- Zawieszenie tylne: sztywna oś na podłużnych resorach półeliptycznych, teleskopowe amortyzatory hydrauliczne[7]
- Hamulce przednie i tylne bębnowe hydrauliczne[7]
- Ogumienie: diagonalne o wymiarach 6,70×15[4]

Dane eksploatacyjne:
- Prędkość maksymalna: 135 km/h (84 mph) (1952)[12]